# 더글러스 A-20 해벅
더글러스 A-20 해벅(Douglas A-20 Havoc, 회사 지정명 DB-7)은 제2차 세계 대전의 미국 경폭격기, 공격기, 야간 침투기, 야간 전투기, 정찰기이다.
육군 항공대의 폭격기 요구 사항을 충족하기 위해 설계되었으며, 미국 육군 항공단이 자신들의 요구 사항도 충족할 것이라고 결정하기 전에 프랑스 공군에 의해 주문되었다. 프랑스 DB-7은 처음으로 전투에 참여했으며, 프랑스 공방전 이후, 이 폭격기는 서비스명 보스턴으로 영국 왕립 공군에서 복무했다. 1941년부터 야간 전투기 및 침투기 버전은 해벅이라는 서비스명을 부여받았다. 1942년 미국 육군 항공대 A-20은 북아프리카에서 전투에 참여했다.
이 폭격기는 여러 연합군 공군에서 복무했으며, 주로 미국 육군 항공대(USAAF), 소련 공군(VVS), 소련 해군 항공대(AVMF), 그리고 영국의 영국 왕립 공군(RAF)에서 사용되었다. 총 7,478대가 제작되었으며, 그 중 3분의 1 이상이 소련 부대에서 복무했다. 또한 전쟁 중 오스트레일리아, 남아프리카 공화국, 프랑스, 네덜란드의 공군에서도 사용되었으며, 전쟁 후에는 브라질에서도 사용되었다.
대부분의 영연방 공군에서는 폭격기 변형이 보스턴으로 알려졌으며, 야간 전투기 및 침투기 변형은 해벅으로 명명되었다. 예외는 모든 변형에 보스턴이라는 이름을 사용한 오스트레일리아 왕립 공군이었다. 미국 육군 항공대는 야간 전투기 변형을 지칭하기 위해 P-70 지정명을 사용했다.

## 설계 및 개발
1936년 3월, 도널드 더글러스, 잭 노스롭, 에드 하이네만이 이끄는 설계 팀은 2개의 450 hp (340 kW) 프랫 & 휘트니 R-985 와스프 주니어 9기통 성형 엔진을 숄더 윙에 장착한 폭격-정찰기 제안을 내놓았다. 이 항공기는 680 lb (310 kg)의 폭탄 탑재량으로 250 mph (400 km/h)의 속도를 낼 수 있을 것으로 추정되었다. 스페인 내전에서 얻은 항공기 성능 보고서는 이 설계가 심각하게 동력이 부족할 것임을 시사했고, 결국 취소되었다.

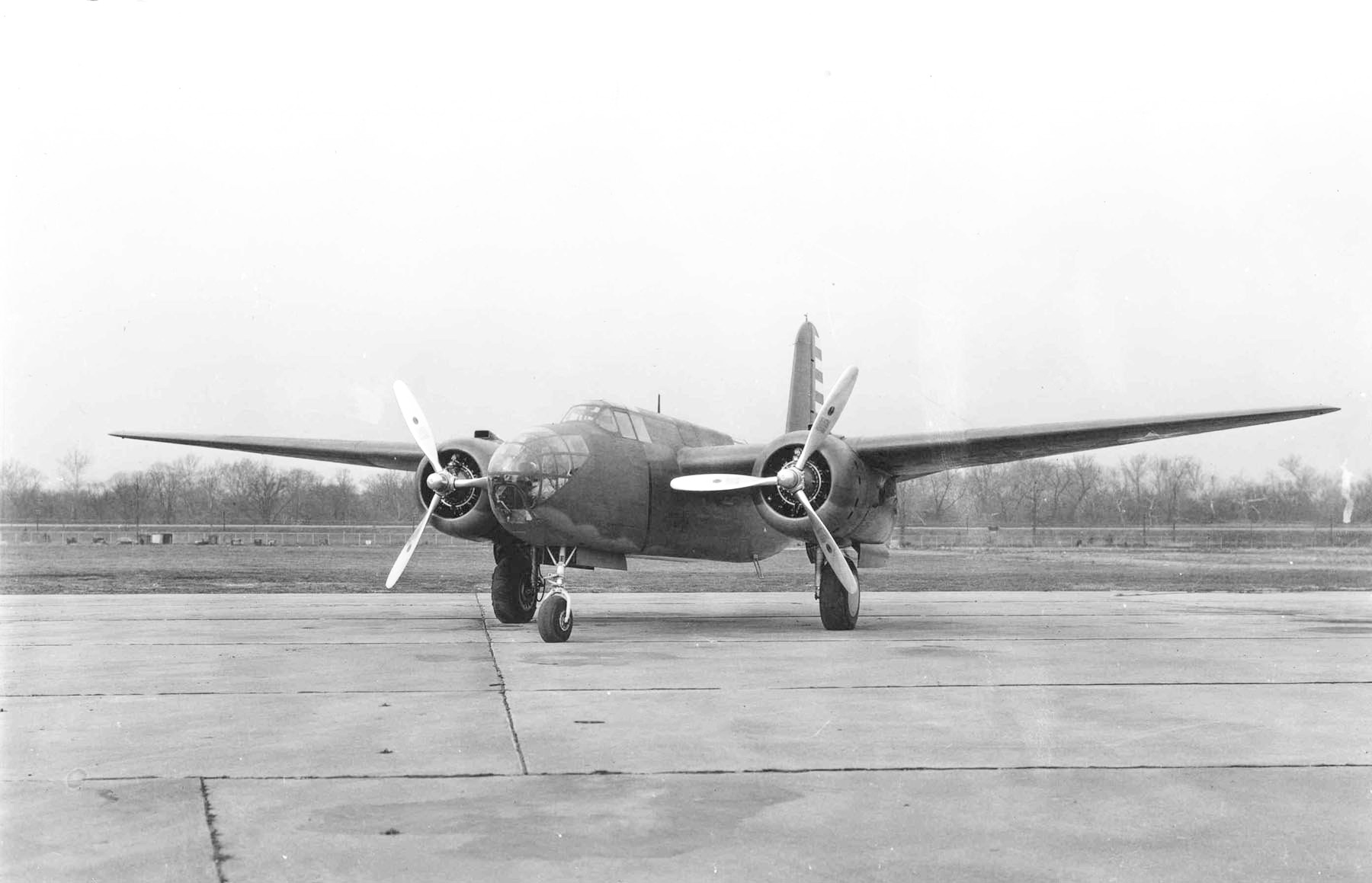
A-20A

1937년, 미국 육군 항공단(USAAC)은 공격기용으로 새로운 사양을 발표했다. 이 요구 사항을 충족하기 위해 이제 하이네만이 이끄는 더글러스 팀은 7A와 유사한 레이아웃을 가졌지만 1,100 hp (820 kW) 프랫 & 휘트니 R-1830-S3C3-G 트윈 와스프 14기통 엔진으로 구동되며 최대 2,000 lb (910 kg)의 폭탄 탑재량을 운반하는 모델 7B를 개발했다. 이는 노스아메리칸 NA-40, 스티어먼 XA-21, 마틴 메릴랜드, 그리고 벨 에어크래프트의 미완성 설계인 모델 9와 경쟁했다. 육군 항공단은 다섯 회사 모두에게 자체 비용으로 프로토타입을 제작하고 항공기 생산에 대한 밀봉 입찰을 제출하도록 요청했다.
모델 7B 프로토타입은 1938년 10월 26일에 첫 비행을 했다. 이 모델은 미국을 방문 중인 프랑스 구매위원회의 관심을 끌었다. 프랑스인들은 미국 고립주의자들의 비판을 피하기 위해 신중하게 비행 시험에 참여했다. 모델 7B는 1939년 1월 23일 단일 엔진 성능 시연 중 추락하여 시험 조종사가 사망하고 항공기에 탑승했던 프랑스 관찰자가 심각한 부상을 입었다. 아직 개발 중인 항공기의 시험 비행에 외국인이 탑승한 사실은 언론에 스캔들을 일으켰다. 추락에도 불구하고 프랑스인들은 1939년 2월 15일 100대 생산 항공기 주문을 할 만큼 충분히 인상을 받았고, 1939년 10월에 170대를 추가로 주문했다.
프랑스 주문의 결과로 하이네만은 항공기를 다시 대대적으로 재설계했다. 날개는 크게 변경되지 않았지만, 개정된 설계는 더 깊지만 좁은 새로운 동체를 가졌다. 이는 조종사, 폭격수, 사수 세 명의 승무원을 수용했다. 날개는 모델 7B보다 낮게 장착되었고, 엔진인 1,000 hp (750 kW) R-1830-SC3-G는 날개 아래에 매달린 엔진 덮개에 장착되었다. 일반적인 폭탄 탑재량은 1,410 lb (640 kg)이었으며, 과부하 조건에서는 1,800 lb (800 kg)이었다. 방어 무장은 등쪽 및 복부 마운트에 단일 7.5mm MAC 1934 기관총과 기수에 4개의 고정 전방 발사 기관총으로 구성되었다. 개정된 항공기인 DB-7은 1939년 8월 17일 첫 비행을 했다.
1939년, 미국 육군 항공단은 새로운 폭격기가 1938년에 모델 7B를 탄생시킨 요구 사항보다 업데이트된 공격 폭격기 요구 사항을 충족하는 데 가장 적합하다고 결정했으며, 1939년 6월에는 라이트 R-2600 트윈 사이클론 엔진으로 구동되는 항공기 186대를 A-20 및 A-20A(A-20은 1,700 hp (1,300 kW) 터보과급 R-2600-7 엔진을, A-20A는 1,600 hp (1,200 kW) 과급 R-2600-3 또는 -11 엔진을 장착)라는 명칭으로 주문했다. 이 항공기들은 라이트 엔진의 증가된 동력을 감당하기 위해 더 큰 수직 꼬리날개를 가졌고, 폭격수/항법사를 위한 공간을 더 많이 확보하기 위해 더 긴 기수를 가졌으며, 더 많은 연료를 실었다. R-2600 엔진을 장착한 항공기는 수출용으로도 인기가 많아, 프랑스는 1939년 10월에 R-2600 엔진을 장착했지만 DB-7의 짧은 기수를 가진 DB-7A 100대를 주문했고, 1940년 4월에는 A-20A와 동등한 긴 기수를 가진 DB-73 480대를 주문했으며, 영국은 1940년 2월과 4월에 다시 A-20A와 동등한 DB-7B 300대를 주문했다.
영국 왕립 공군 보스콤 다운(RAF 보스콤 다운)의 항공기 및 무장 실험 시설(AAEE) 보고서에서 시험 조종사들은 이 비행기를 "결함이 없고 이착륙이 매우 쉽다 ... 이 비행기는 비행 제어 설계에 확실한 이점을 나타낸다 ... 비행 및 조종이 매우 쾌적하다"고 요약했다. 전직 조종사들은 이 비행기를 전투기처럼 조종할 수 있는 능력 때문에 전쟁 중 가장 좋아하는 항공기로 꼽기도 한다. 더글러스 폭격기/야간 전투기는 극도로 적응성이 뛰어난 것으로 판명되었고, 전쟁의 모든 전투 전역에서 역할을 찾았으며, 진정한 "조종사의 비행기"로서 뛰어났다.
DB-7 시리즈 생산이 1944년 9월 20일에 마침내 종료되었을 때, 총 7,098대가 더글러스에서 그리고 380대가 보잉에서 추가로 제작되었다. 더글러스는 샌타모니카 공장을 재설계하여 A-20 해벅을 생산하기 위한 기계화 생산 라인을 만들었다. 조립 라인은 1마일(6,100피트)이 넘었지만, 앞뒤로 루프를 만들어 길이가 700피트에 불과한 건물에 들어갈 수 있었다. 일부 작업에서는 작업 시간이 50% 단축되었고, 생산량은 3배 증가했다.

## 운용 역사

### 프랑스
프랑스 주문은 프랑스 표준을 충족하기 위한 상당한 수정을 요구했으며, 그 결과 DB-7 (더글러스 폭격기 7) 변형이 탄생했다. 이 변형은 더 좁고 깊은 동체, 1,000 hp (750 kW) 프랫 & 휘트니 R-1830-SC3-G 성형 엔진, 프랑스제 총기, 그리고 미터법 계측기를 갖추고 있었다. 인도 단계 중간에 엔진은 1,100 hp (820 kW) 프랫 & 휘트니 R-1830-S3C4-G로 변경되었다. 프랑스 지정명은 DB-7 B-3 (B-3은 "3인승 폭격기"를 의미)였다.
DB-7은 1939년 10월 31일부터 더글러스의 엘세군도 생산 라인에서 인도되기 시작했으며, 1939년 11월 4일 현금 지불 및 운송법이 통과되면서 항공기는 미국에서 프랑스에 인도될 수 있었고, 프랑스는 항공기를 인도할 책임이 있었다. DB-7은 프랑스령 북아프리카의 카사블랑카로 운송되어 재조립 및 시험을 거친 후 프랑스 공군의 작전 부대에 인도되었다. 1940년 5월 10일 독일군이 프랑스와 저지대 국가를 공격했을 때, 약 70대의 DB-7이 북아프리카에 도착하여 3개의 비행대를 장비했으며, 이들은 독일군의 공격에 대응하여 아프리카에서 프랑스 본토로 이전되었다. 이들은 프랑스 공방전 동안 진격하는 독일군에 맞서 약 70회의 출격을 수행했으며, 최소 8대의 항공기가 손실되었지만, 휴전 전에 살아남은 항공기들은 나포를 피하기 위해 북아프리카로 대피했다. 이곳에서 이들은 비시 프랑스 정부의 통제 하에 들어갔으며, 1942년 11월 연합군의 프랑스령 북아프리카 침공인 횃불 작전 동안 잠시 연합군과 교전했다.
북아프리카의 프랑스군이 연합군에 합류한 후, DB-7은 훈련기로 사용되었고, 최전선 비행대에서는 마틴 B-26 마로더로 교체되었다. RAF의 통제 하에 있던 자유 프랑스 비행대 제342 비행대대는 영국에 주둔하며 1943년에 보스턴 IIIA로, 나중에는 보스턴 IV로 재장비되었다. 이 비행대대는 영국 왕립 공군 제2집단의 일부였으며 이후 영국 왕립 공군 제2전술 공군의 일부가 되어 유럽 본토의 목표물에 대한 수많은 공습을 수행했다.
1944년 말부터 1945년 초까지, 몇 대의 생존한 구 프랑스 DB-7이 프랑스 본토로 옮겨져 서해안의 잔여 독일 거점에 맞서 작전에 참여했다.

### 영연방

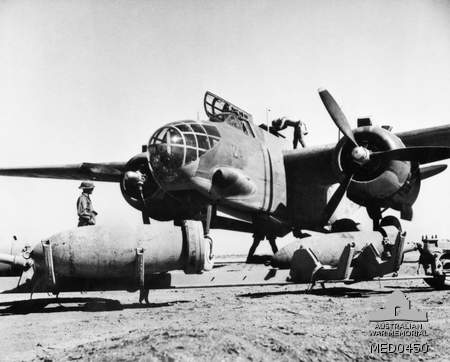
1942년 6월 서부 사막 전역 중 리비아에 있는 남아프리카 공군 제24비행대대의 더글러스 보스턴 마크 III 폭격기.

프랑스 공방전 이후에도 프랑스 공군에 인도되지 않은 상당수의 DB-7이 남아 있었다. 프랑스에 인도될 예정이었던 나머지 주문은 영국 구매 위원회를 통해 영국이 인수했다. 전쟁 중 24개 비행대대가 영국, 지중해, 북아프리카에서 보스턴을 운용했다.
프랑스는 원래 DB-7을 단거리 전술 공격기로 사용할 계획이었으나, 영국 왕립 공군이 독일 본토의 목표물에 대한 경폭격기로 사용하기에는 사거리가 너무 짧았다. 영국 왕립 공군은 야간 전투 및 침투 임무에 적합한 모든 항공기가 절실히 필요했다. 이 기종은 1941년 초 181대의 보스턴 마크 II가 야간 전투기 및 침투기로 비행을 시작하면서 영국 왕립 공군에서 첫 작전을 수행했다. 해벅 I에는 두 가지 기본 버전이 있었다. 침투기 버전(유리 기수, 5개의 0.30인치 기관총 및 2,400파운드의 폭탄)과 야간 전투기 버전(AI Mk.IV 레이더 및 8개의 0.30인치 기관총).
일부 해벅은 기수 부분을 강력한 탐조등으로 교체한 터빈라이트 항공기로 개조되었다. 터빈라이트 항공기는 지상 레이더 관제를 통해 적 항공기에 접근했다. 기내 레이더 조작수는 조종사가 적을 비출 수 있을 때까지 지시했다. 그 시점에서 터빈라이트 항공기와 동행하는 호커 허리케인 전투기가 공격을 개시했다. 터빈라이트 비행대대는 1943년 초에 해산되었다.
향상된 DB-7 버전인 모든 프랑스 DB-7A는 영국 왕립 공군에 인도되었고, 그곳에서 해벅 II라는 이름이 부여되었고 야간 전투기로 개조되었다. 결국 영국 구매 위원회는 영국 버전으로 DB-7B를 주문했고 영국 왕립 공군은 이를 보스턴 III로 명명했다. 보스턴 III는 영국 왕립 공군에서 경폭격기로 처음 운용되었다. 이들은 브리스톨 블렌하임을 대체하여 영국과 중동(나중에는 이탈리아 기지로 이동)의 비행대대에 공급되었다. 첫 공습은 1942년 2월에 일어났다. 많은 보스턴 III는 터빈라이트 또는 침투기로 개조되었다.

### 소련

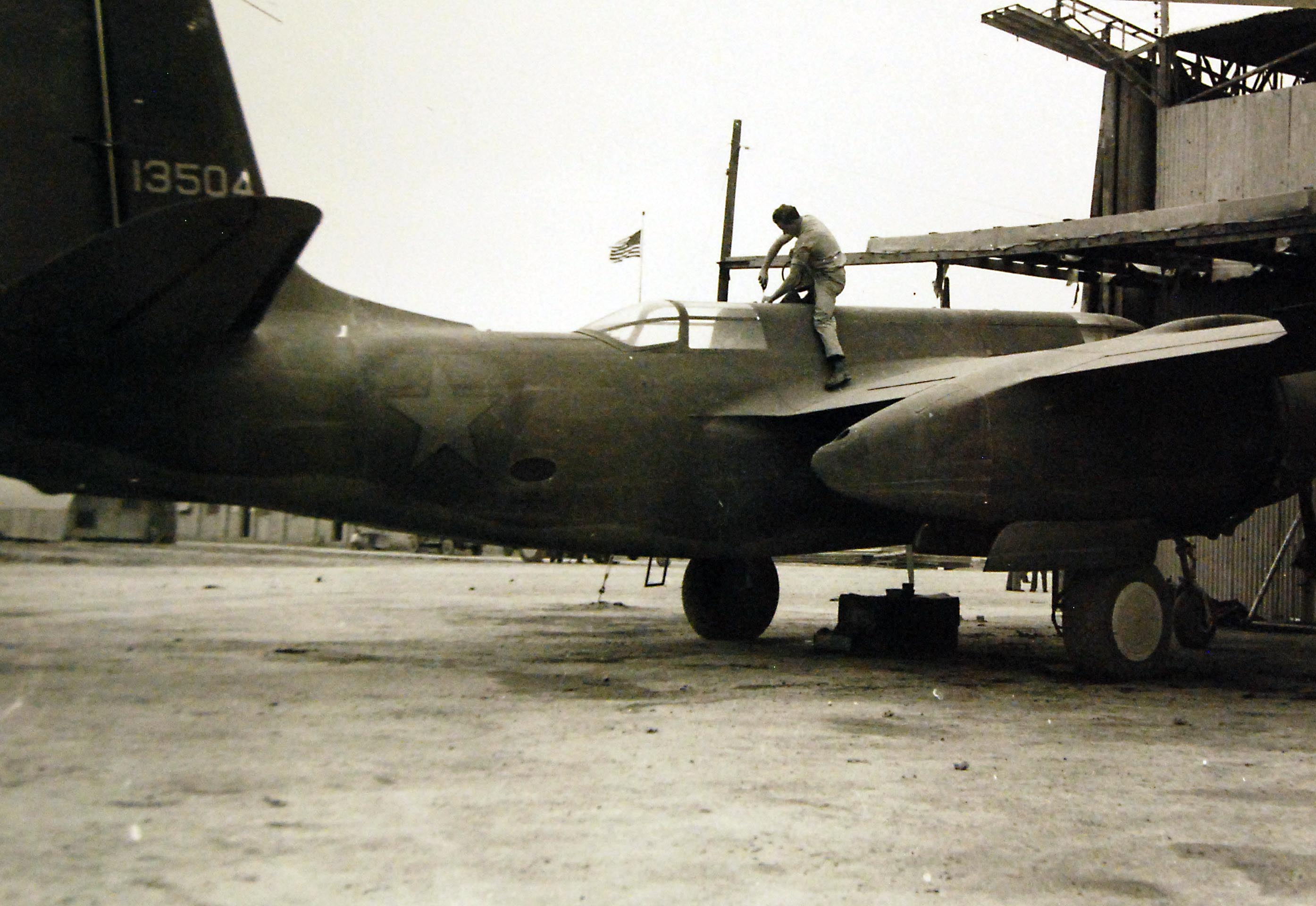
1943년 이란의 어딘가에서, 미국인 정비사가 소련으로 인도되기 전 A-20의 정비를 완료하고 있다.

무기대여법을 통해 소련군은 생산된 A-20B 변형의 3분의 2 이상과 상당량의 G 및 H 변형을 공급받았다. A-20은 소련 폭격기 재고에서 가장 많은 외국 항공기였다. 소련 공군은 미국 육군 항공대보다 더 많은 A-20을 보유하고 있었다.
이들은 ALSIB(알래스카-시베리아) 항공 페리 경로를 통해 인도되었다. 이 항공기는 1942년 6월 말에 첫 실전 투입되었다. 소련은 분당 600발을 발사할 수 있는 4개의 0.30구경 브라우닝 기관총에 불만을 품고, 분당 최대 1,800발을 발사할 수 있는 더 빠른 발사 속도를 가진 7.62 mm (0.300 in) 구경 ShKAS로 교체했다. 1942년 여름 동안 보스턴은 대공포로 강력하게 보호되는 독일 호송대에 대해 초저고도 공습을 수행했다. 공격은 33 ft (10 m)와 같이 낮은 고도에서 이루어졌으며 항공 연대는 막대한 손실을 입었다.
1943년 중반까지 소련 조종사들은 A-20B와 A-20C에 익숙해졌다. 일반적인 의견은 항공기가 지나치게 강력하여 빠르고 민첩하다는 것이었다. 최대 65도의 뱅크 각도로 급회전할 수 있었고, 삼륜 착륙 장치는 이착륙을 더 쉽게 만들었다. 이 기종은 최소한의 훈련을 받은 승무원도 비행할 수 있었다. 엔진은 신뢰할 수 있었지만 낮은 온도에 민감했기 때문에 소련 엔지니어들은 프로펠러 허브가 얼어붙는 것을 방지하기 위한 특수 커버를 개발했다.
이 항공기들 중 일부는 고정 전방 기관포로 무장되었고, 지상 공격 임무에서 성공을 거두었다.
전쟁이 끝날 때까지 3,414대의 A-20이 소련에 인도되었으며, 그 중 2,771대가 소련 공군에서 사용되었다.

### 네덜란드
1941년 10월 네덜란드 망명정부는 네덜란드령 동인도에서 사용할 DB-7C 항공기 48대를 주문했다.
인도는 1942년 5월로 예정되어 있었지만 절박한 상황으로 인해 미국 정부는 32대의 DB-7B 보스턴 III 항공기를 네덜란드령 동인도에 미리 보낼 것을 동의했다.
첫 여섯 대는 1942년 2월에 배로 인도되었다. 한 대의 항공기만이 제때 조립되어 전투에 참가할 수 있었다. 일본군은 나머지 인도분 항공기를 나포했으며, 적어도 한 대는 수리되어 나중에 일본 제국 육군에 의해 시험되었다.

### 오스트레일리아

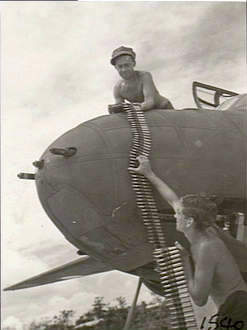
1944년 8월 네덜란드령 뉴기니의 눔포르섬에서 오스트레일리아 왕립 공군 제22비행대대의 보스턴에 0.50구경 탄약을 적재하고 있다.

동인도에 인도될 다음 22대의 DB-7B는 오스트레일리아 왕립 공군으로 전환되었다. 이들은 오스트레일리아 왕립 공군 제22비행대대에 배치되어 1942년 9월부터 동인도에서 전투에 참여했다. 오스트레일리아 왕립 공군 보스턴은 비스마르크해 해전과 라에로 향하는 대규모 일본군 호송대 공격에 참여했다.
일부 A-20A/C/G 항공기는 1943년 9월부터 미국에서 도착했다. 1944년 11월까지 제22비행대대는 필리핀에 배정될 예정이었다. 모로타이섬에 대한 일본군의 공습으로 지상에서 13대의 보스턴이 파괴되었다. 이 비행대대는 눔포르섬으로 철수하여, 전투에 복귀하기 전에 DAP 뷰파이터로 재장비되었다. 살아남은 보스턴은 오스트레일리아 왕립 공군에 의해 수송, 우편 배달 및 통신 임무로 강등되었다.

### 미국
1940년, 미국 육군의 이 기종에 대한 무관심은 프랑스 및 영국 연방 공군을 위해 이루어진 개선으로 극복되었다.
미국 육군 항공단은 A-20A의 높은 출력 대 중량비와 쉬운 조작 특성에 깊은 인상을 받았다. 200대 이상의 항공기 중 2가지 변형이 주문되었다. 고고도 주간 폭격용 A-20과 저고도 및 중고도 임무용 A-20A였다. 고고도 변형에는 터보과급기가 장착된 라이트 R-2600-7 엔진이 장착될 예정이었으나, 시제품이 기술적인 문제를 겪으면서 육군 항공단은 주문을 변경하여 123대의 A-20A(덜 강력한 R-2600-3 엔진 장착)와 20대의 A-20(R-2600-11)이 1941년 초에 취역했다. 이 첫 주문 중 추가 59대의 항공기는 2단 과급 R-2600-11 엔진이 장착된 P-70 야간 전투기로 인수되었다.
또 다른 고고도 폭격기 변형인 A-20B는 중장갑과 자동 밀봉 연료 탱크가 부족했지만, 육군 항공단으로부터 999대라는 상당한 주문을 받았다(이 중 3분의 2는 소련으로 수출되었다). 태평양에서의 교훈을 염두에 두고 미국 육군 항공대는 1942년 6월 A-20G를 주문했다.

#### 태평양
원래 프랑스로 향할 예정이었던 DB-73의 주요 선적분은 미국 정부에 의해 보류되어 A-20C/G 공격 구성으로 전환되었다. 미국 육군 항공대는 356대를 인수했으며, 대부분은 남서 태평양 전선에서 제5공군에 의해 운용되었다. 전쟁이 시작되었을 때 제27폭격기집단(A-20A 제외)은 필리핀으로 파견되었고, 그곳에서 A-20 부대로 재편성될 예정이었다. 실제 전투에 투입된 최초의 작전 부대는 89폭격비행대대였으며, 1942년 8월 31일 뉴기니섬에서 작전을 개시했다.

1944년 3월 뉴기니섬 웨와크 앞바다에서 미국 육군 항공대 제3공격비행단 89비행대대의 A-20 해벅이 일본 상선에 폭탄 투하 스킵 폭격을 하고 있다.

1944년 초, 312폭격비행단과 417폭격비행단은 A-20G를 장비하고 뉴기니로 파견되었다. 대부분의 출격은 저고도에서 이루어졌는데, 일본군의 대공포는 독일군의 대공포만큼 치명적이지 않았기 때문이었다. 곧 폭탄 조준병의 필요성이 거의 없다는 것이 밝혀졌다. 폭탄 조준병은 나중에 페어링된 기수에 추가 기관총으로 대체되었다. A-20G는 항공기, 격납고, 보급품 창고에 대한 정밀 공격에 이상적인 무기였다.
편대 작전 시 이들의 강력한 전방 화력은 함정 대공 방어를 압도할 수 있었고, 파도 위 수준(어뢰 공격과 유사)에서는 수송선과 구축함 측면에 폭탄을 스킵 폭격하여 치명적인 효과를 낼 수 있었다. 또한, 소형 일본군 호위함(예: 구축함)의 함장들은 접근하는 항공기가 어뢰 공격을 하는 것으로 가정하고 방어를 위해 배를 항공기 방향으로 돌렸는데, 이는 비장갑 호위함에 훨씬 더 치명적인 기총소사를 가하고 종종 후속 스킵 폭격에 더욱 취약하게 만들었다.
뉴기니 전역 이후 A-20 비행대대는 필리핀으로 이동했다. 1944년, 3개의 4개 비행대대 A-20 비행단이 루손 침공으로 이어진 작전에 적극적으로 참여했다. 필리핀이 확보된 후 A-20은 포르모사(대만)의 일본군 목표물을 공격했다.
P-70을 전투에 사용한 최초의 야간 전투기 비행대대는 헨더슨 비행장에 주둔하며 고공 비행하는 일본군 야간 폭격기를 요격했다. 418야간 전투기 비행대대와 421야간 전투기 비행대대는 뉴기니에서 P-70을 잠시 운용했다. P-70은 일본군 야간 폭격기를 요격할 만큼 성능이 좋지 않았기 때문에 태평양 전쟁 동안 단 두 번의 격추만을 기록했으며, 가능한 한 빨리 노스롭 P-61 블랙 위도로 교체되었다.

#### 유럽 및 지중해
유럽에서 미국 육군 항공대 A-20 승무원들은 영국 왕립 공군 부대에 소속되어 첫 전투 임무를 수행했다. 1942년 7월 4일, 제15폭격비행대대 소속 12명의 승무원이 제8공군의 첫 전투 참여자가 되었다. 이들은 영국에 있는 기지에서 영국 왕립 공군 제226비행대대 소속의 보스턴을 타고 네덜란드의 적군 비행장 임무를 수행했다.
미국 육군 항공대 A-20은 북아프리카에 배정되어 1942년 12월 알제리 유크스-레-뱅에서 첫 전투 임무를 수행했다. 이들은 연합군 지상군, 특히 카세린 협곡 전투 중과 이후에 귀중한 전술적 지원을 제공했다. 북아프리카 전역 동안 많은 A-20에는 추가 전방 사격 기관총이 장착되었다. 튀니지에서 독일군이 항복한 후, A-20은 이탈리아, 코르시카, 프랑스 기지로 이동했으며, 1945년 1월에는 다시 이탈리아로 돌아왔다.

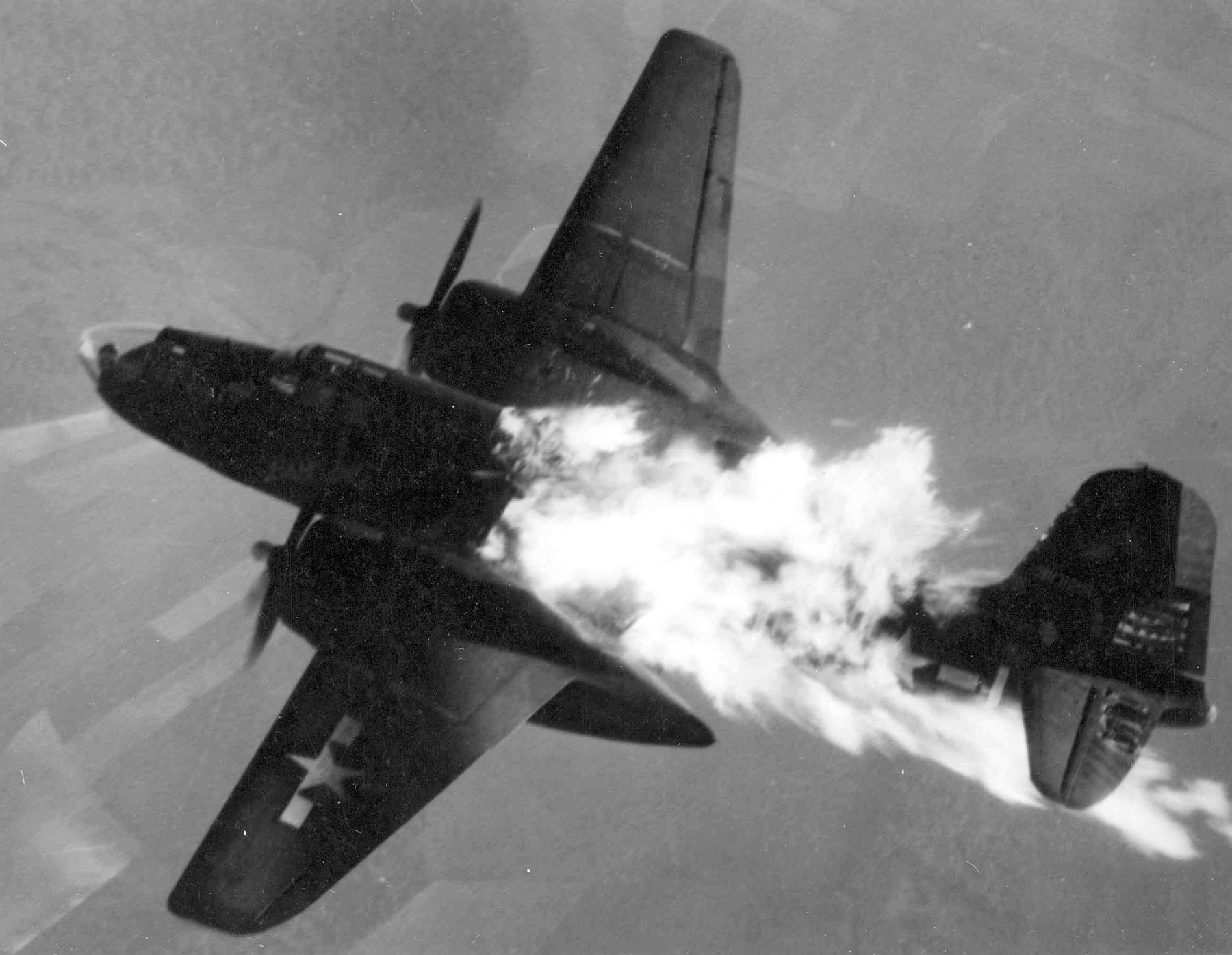
1944년 5월 12일 프랑스 보부아 상공에서 대공포에 의해 파괴된 제416폭격비행단 소속 더글러스 A-20J-10-DO, 43-10129.

1943년 미국 육군 항공대 소속 야간 전투기 4개 비행대대가 북아프리카로 파견되었다. P-70 인도 지연으로 인해 이 비행대대들은 브리스톨 뷰파이터를 잠시 운용했다. 미국 육군 항공대에 의해 유럽 대륙의 기지에서 P-70이 운용된 적은 없었다. 427야간 전투기 비행대대는 이탈리아에 배치되었지만, 그 당시에는 이미 P-70을 노스롭 P-61 블랙 위도로 교체한 상태였다.
한편 영국에서는 A-20을 장비한 3개의 폭격비행단이 제9공군에 배정되어 1944년에 작전을 시작했다. 이들은 태평양에서 성공적이었던 저고도 전술을 사용하기 시작했지만, 독일군의 강력한 대공포로 인해 손실이 너무 커서 중고도 공습으로 전술을 변경했다. 1944년 말까지 프랑스 진격 연합군을 지원한 후, 모든 부대는 더글러스 A-26 인베이더로 전환했다.
정찰 해벅은 1944년 제9공군에 합류했다. 제155사진정찰비행대대(야간)는 야간 사진 작전을 위해 F-3A를 지급받았다.

## 파생형

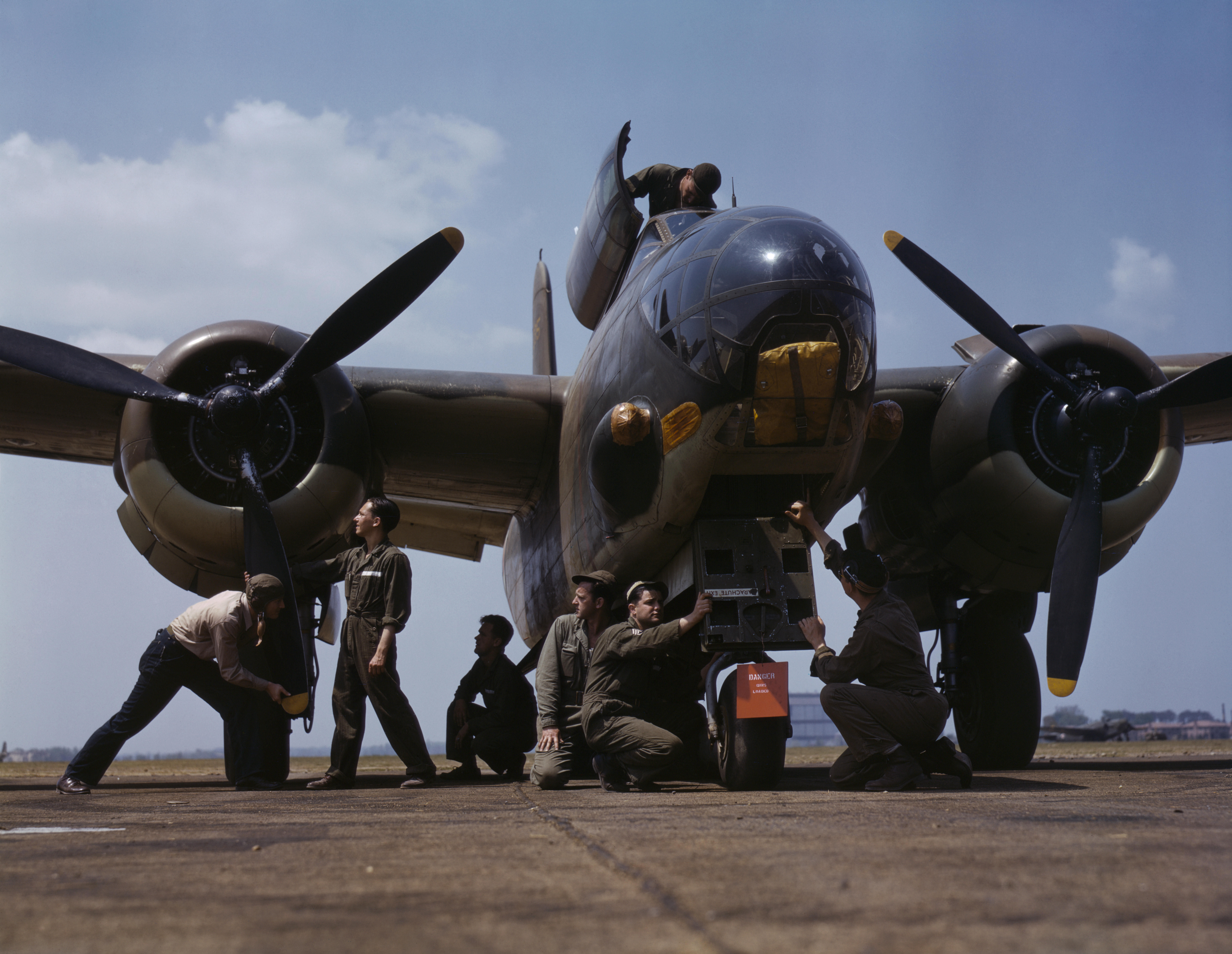
1942년 7월 버지니아 랭글리 비행장에서 A-20 폭격기를 정비하고 있다.

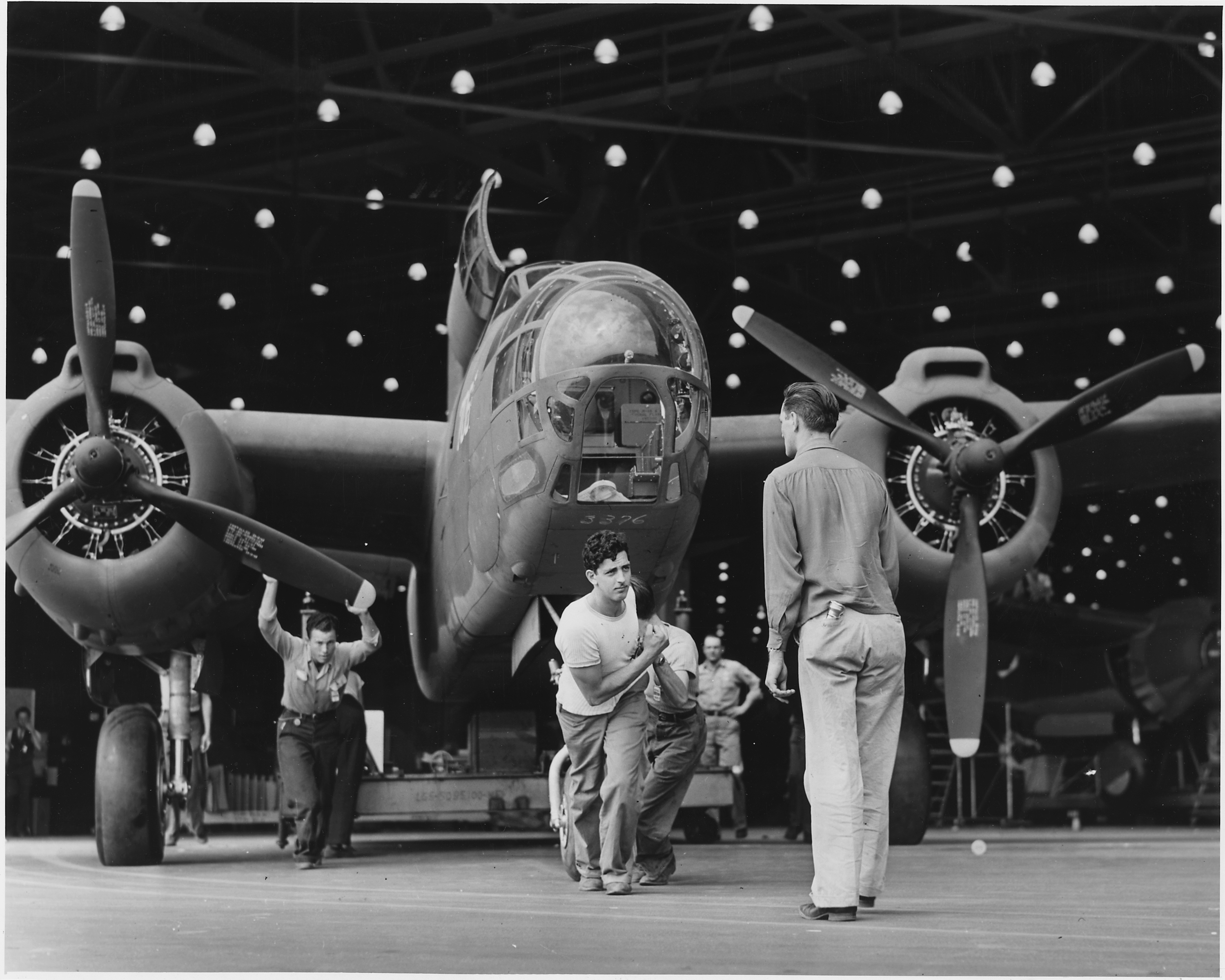
1942년 롱비치 공장 조립 라인을 떠나는 A-20 공격 폭격기

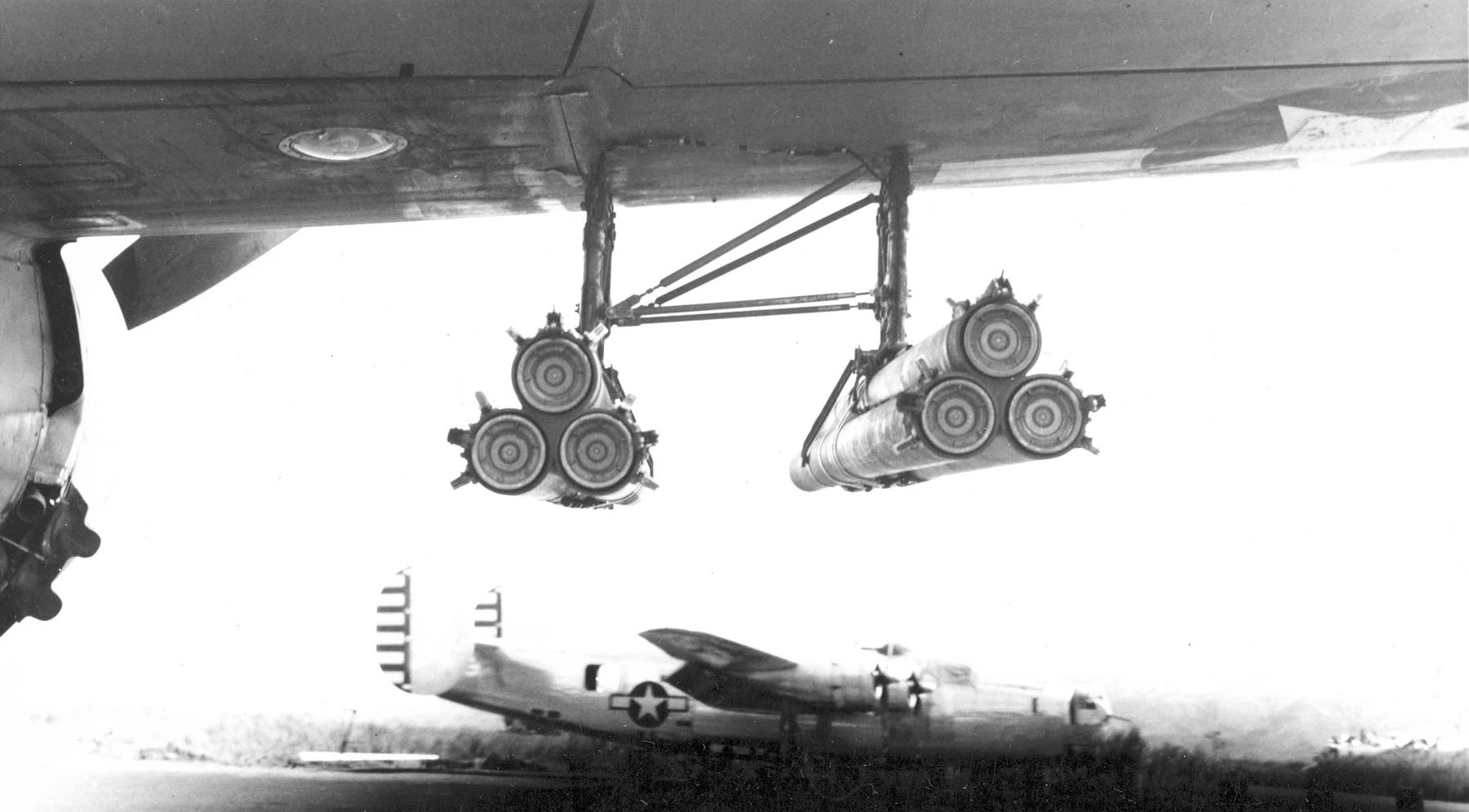
M8 4.5인치 (114mm) 로켓용 T30/M10 삼연장 발사기(각 날개 아래 하나씩 P-47 선더볼트에도 장착).

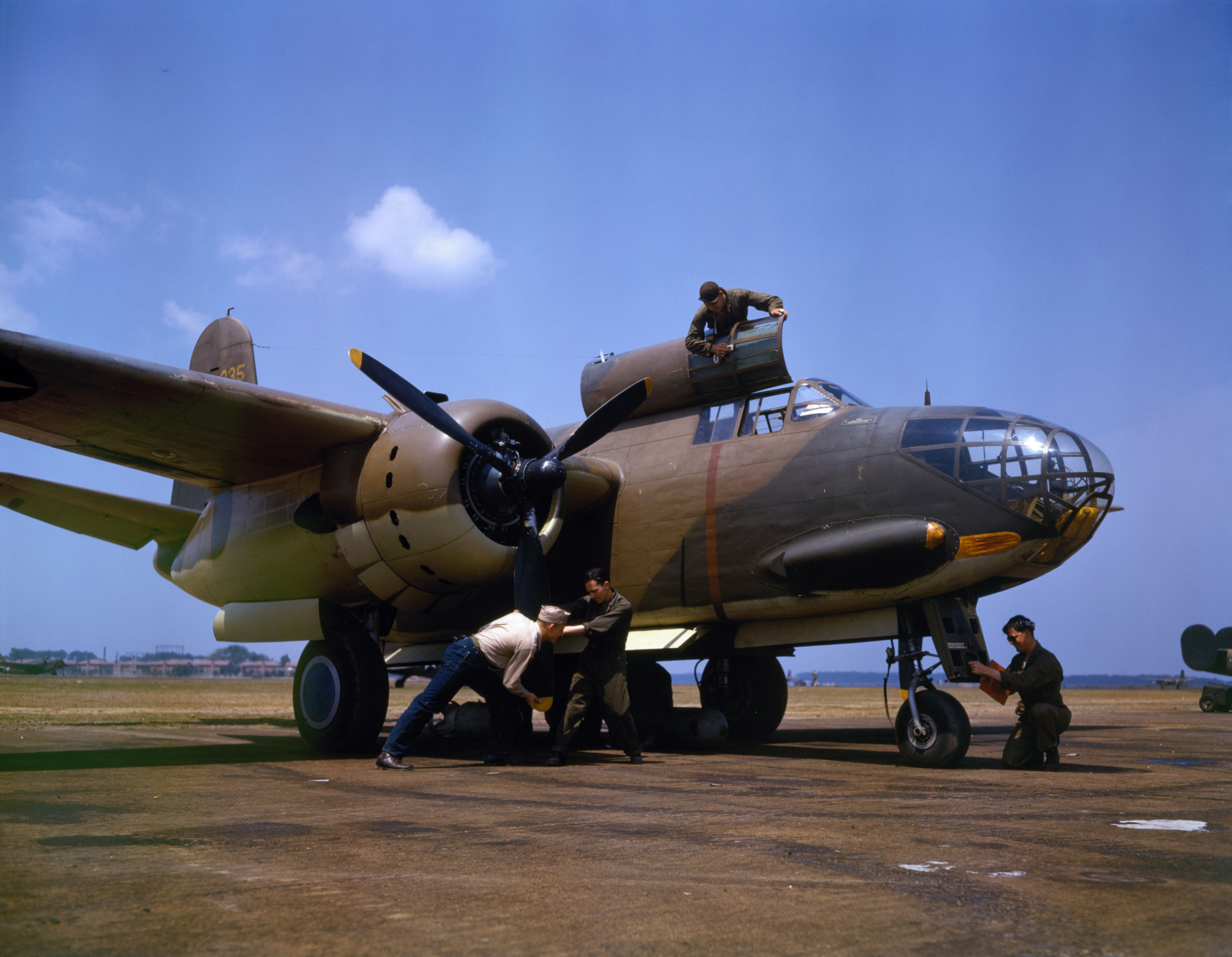
1942년 버지니아 랭글리 비행장에서 정비 중인 A-20C.

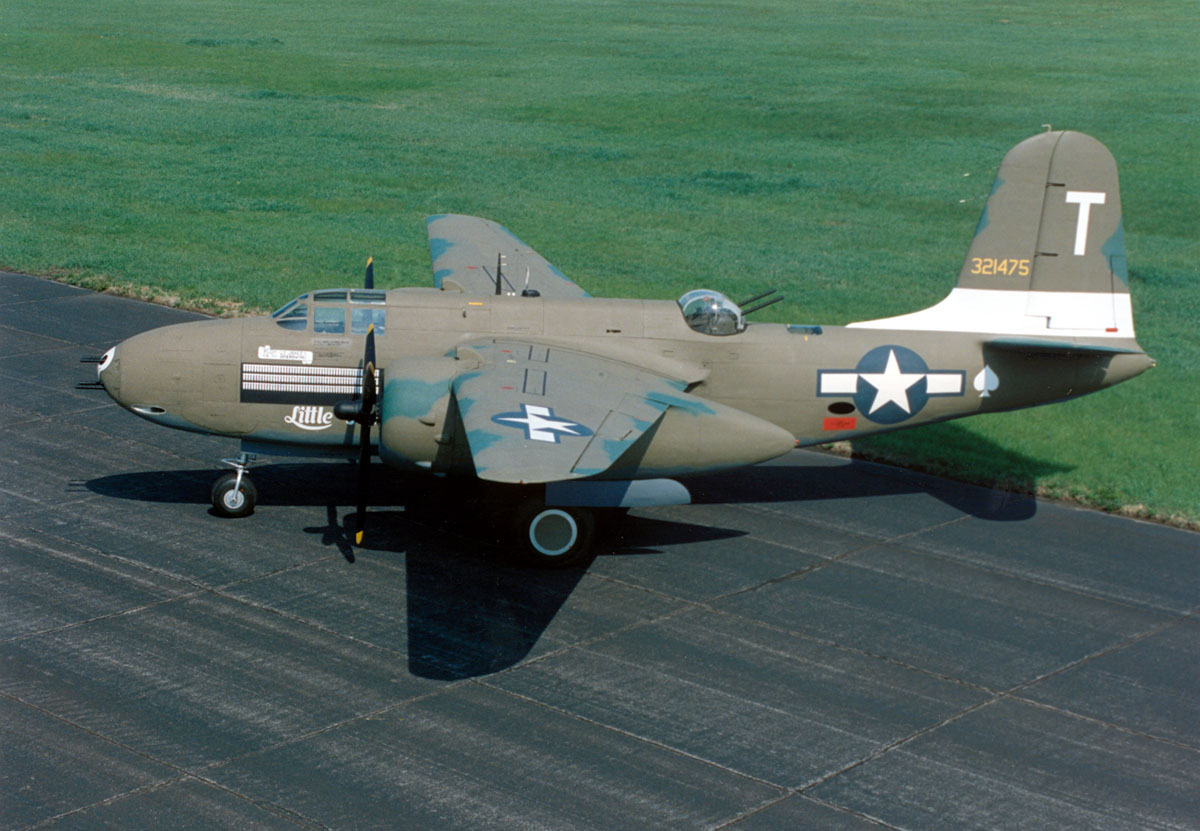
미국 공군 국립 박물관에 전시된 A-20G 해벅.

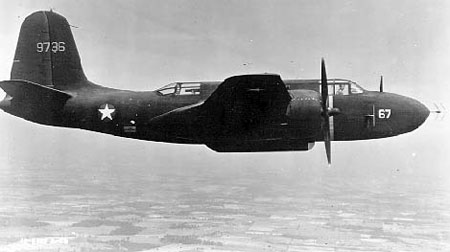
“화살촉” 이중 다이폴 레이더 안테나를 장착한 P-70 야간 전투기

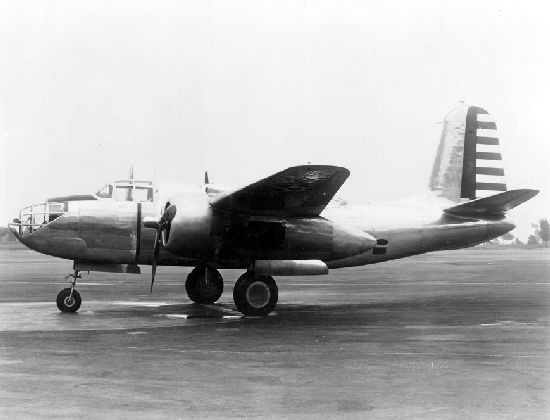
1940년 BD-1

보스턴 I & II영국 왕립 공군은 프랑스 주문의 잔액을 영국으로 전환하기로 동의했으며, 폭격기에는 초기 또는 후기 엔진 유형에 따라 "보스턴"이라는 서비스명과 "마크 I" 또는 "마크 II"라는 추가 지정명이 부여되었다.
해벅 Mk I보스턴은 독일 본토 주간 공습에 사용하기에는 사거리가 너무 제한적이어서 영국 왕립 공군이 사용하기에 일반적으로 부적합하다고 여겨졌다. 많은 보스턴 Mk II와 일부 재엔진 Mk I은 야간 임무용으로 개조되었다. 2,400 lb (1,100 kg)의 폭탄을 탑재한 침투기 또는 AI Mk. IV 레이더를 장착한 야간 전투기로 말이다. 이 해벅 Mk I 항공기들은 동력이 부족한 것으로 판명되어 드 하빌랜드 모스키토로 대체되었다. 총 181대의 보스턴이 해벅으로 개조되었다. 차단 작전에서 해벅 침투기들은 독일군 목표물에 상당한 피해를 입혔다.
해벅-판도라20대의 해벅이 "침투기" 항공기로 개조되어, 적 항공기의 경로에 긴 케이블에 매달린 폭발물인 장거리 공중 기뢰(LAM)를 운반하여 명중을 기대했다. 단일 핸들리 페이지 해로가 독일 폭격기 흐름에 LAM을 투하하는 시험은 성공적이지 못했고, 해벅은 다시 Mk I 침투기로 개조되었다.
해벅 I 터빈라이트
기수에 270만 촉광 탐조등이 장착된 해벅 I; 탐조등 배터리는 폭탄창에 탑재되었다. 레이더 조작수는 후방 동체에 앉았다. 이들은 무장하지 않았으며, 동반하는 호커 허리케인 전투기를 위해 목표물을 비출 예정이었다. 총 31대의 항공기가 개조되었다. 자체 레이더를 탑재할 수 있는 고성능 전투기가 등장하면서 이들은 구식이 되었다.
DB-7/해벅 I
프랑스 초기형으로, 두 대의 1,000 hp (750 kW) 프랫 & 휘트니 R-1830 엔진이 장착되었다. 주문된 270대의 DB-7 중 116대가 휴전 전에 프랑스에 인수되었다.
DB-7A/해벅 II
프랑스 구매 위원회는 추가로 폭격기 100대를 주문했으며, 이는 노스아메리칸의 동시대 B-25 중형 폭격기에도 사용된 동일한 기본 엔진 설계인 1,600 hp (1,200 kW) 라이트 R-2600-A5B 트윈 사이클론 엔진을 장착할 예정이었다. 이 DB-7 항공기들은 더글러스 에어크래프트에 의해 DB-7A로 지정되었다. 프랑스 공방전 이전에 인도된 것은 없었으며, 대신 영국으로 보내졌다. 이들은 기수에 12개의 0.303인치 기관총과 추가 연료 탱크를 추가하여 야간 전투기로 개조되었다. 이들은 고고도에서 344 mph (550 km/h)의 최고 속도를 가졌다. 총 39대의 항공기가 잠시 터빈라이트로 사용되었다.
DB-7B/보스턴 IIIDB-7B는 이 모델 중 영국 왕립 공군용으로 직접 주문된 첫 번째 배치였다. 이는 1940년 2월에 이루어졌다. 이들은 DB-7A와 동일한 엔진으로 구동되었으며, 더 나은 장갑 보호를 가졌다. 중요한 것은 이들은 더 큰 연료 탱크를 가졌고, 영국 왕립 공군이 경폭격기로 사용하기에 적합했다. 이 배치는 "보스턴"이라는 이름이 처음 부여된 배치였지만, 프랑스를 위해 의도된 DB-7이 영국 왕립 공군에서 먼저 취역했기 때문에, 이 주문의 항공기들은 보스턴 Mk III라고 불렸다. 다른 전투 임무 외에도, 이들은 독일 전함 독일 순양전함 샤른호르스트, 독일 순양전함 그나이제나우, 독일 순양함 프린츠 오이겐이 영국 해협을 통과할 때와 디에프 기습("주빌리 작전") 공격에 참여했다. 300대의 보스턴 III가 생산 및 인도되었으며, 그 중 일부는 야간 전투기로 개조되었다.
DB-73프랑스 정부의 주문으로 제작된 DB-7B/보스턴 III의 변형으로, 프랑스 계측기 및 보조 장비를 특징으로 한다. 프랑스가 주문한 480대의 DB-73 중 240대는 보잉이 시애틀에서 면허 생산했다. 프랑스 공방전으로 인해 인도된 것은 없었으며, DB-73 블록은 보스턴 III 구성으로 전환된 후 영국 왕립 공군에 의해 주문되었다. 독일의 소련 침공 이후, 151대의 DB-73이 소련에 제공되었다. 일본의 진주만 공격 이후, 추가로 356대의 DB-73이 미국 육군 항공대에 의해 인수되었고, 미국 육군 항공대는 이 중 22대를 오스트레일리아 왕립 공군에 양도하여 남서 태평양 전선에서 사용하도록 했다. 오스트레일리아 자료는 일반적으로 이 항공기들을 DB-7B로 분류한다.
DB-7C이 버전은 네덜란드령 동인도 육군 항공대를 위해 의도되었으나, 일본의 동인도 정복이 완료되기 전에 인도되었다. 이 주문의 일부는 "잃어버린 호송대"로 불리는 형태로 오스트레일리아에 좌초되었고, 처음 31대의 보스턴은 뉴사우스웨일스주 리치먼드 공군 기지에서 조립되어 오스트레일리아 왕립 공군 제22비행대대에 의해 부나, 고나, 뉴기니 라에 전역에서 비행되었다. 이 31대의 폭격기 조립은 설명서와 계기판이 네덜란드어로 인쇄되어 있어 어려움을 겪었다. 이 주문의 나머지는 소련으로 보내졌으며, 소련은 3,125대의 더글러스 DB-7 시리즈를 받았다.
영국으로의 선적이 마침내 재개되었을 때, 이들은 무기대여법 조건에 따라 인도되었다. 이 항공기들은 실제로 보스턴 IIIA로 알려진 개조된 A-20C였다.
A-20원래 미국이 모델 7B에 대해 무관심했던 것은 프랑스와 영국을 위해 이루어진 개선으로 극복되었고, 미국 육군 항공단은 고고도 폭격용 A-20과 저고도 및 중고도 전투용 A-20A 두 가지 모델을 주문했다. 두 모델 모두 DB-7B와 유사했다. A-20은 터보과급기가 장착된 라이트 R-2600-7 엔진이 장착될 예정이었으나, 이 엔진은 부피가 크고 시제품이 냉각 문제를 겪었기 때문에, 나머지는 2단계 과급 R-2600-11로 완성되었으며, 59대는 P-70 전투기, 3대는 F-3 정찰기로 제작되었다. 1대의 A-20은 미국 해군에 의해 BD-1로 평가되었으며, 미국 해병대는 8대를 BD-2로 운용했다.
A-20A미국 육군은 R-2600-3 엔진을 장착한 A-20A 123대와 더 강력한 R-2600-11 엔진을 장착한 20대를 추가로 주문했다. 이들은 1941년 봄에 취역했다. 육군은 A-20A의 우수한 성능과 불리한 조작 특성이 없다는 점을 마음에 들어했다. 이 중 9대는 1943년 오스트레일리아 왕립 공군에 양도되었다. 미국 육군 항공대는 A-20A에 영국 명칭인 해벅을 사용했으며, 오스트레일리아 왕립 공군은 이를 보스턴으로 불렀다.
A-20BA-20B는 육군 항공단으로부터 첫 번째 대량 주문을 받았다. 999대의 항공기였다. 이들은 DB-7B보다는 DB-7A와 유사했으며, 자동 밀봉 연료 탱크가 없고, 가벼운 장갑과 기울어진 유리창 대신 계단식 유리창이 기수에 있었다. 실제로는 이 중 665대가 소련으로 수출되었으므로, 미국 육군 항공대에서는 약 3분의 1만이 복무했다.
A-20CA-20C는 1941년부터 생산된 DB-7/A-20/보스턴의 표준 국제 버전을 개발하려는 시도였다. 경사진 기수 유리로 되돌아왔고, RF-2600-23 엔진, 자동 밀봉 연료 탱크, 그리고 추가적인 보호 장갑을 갖추고 있었다. 이들은 외부 2,000 lb (910 kg) 항공 어뢰를 운반할 수 있도록 장비되었다. 총 948대가 영국과 소련을 위해 제작되었지만, 일본의 진주만 공격 이후 많은 수가 미국 육군 항공대에 의해 유지되었다. 소련의 A-20은 종종 자체 설계 포탑으로 개조되었다.
A-20DR-2600-7 엔진과 비자동 밀봉 연료 탱크를 장착한 경량 버전 제안. 제작되지 않음.
A-20G1943년 2월부터 인도된 A-20G는 가장 많이 생산된 A-20 변형으로, 2,850대가 제작되었다. 유리로 된 기수 부분은 4문의 20 mm (.79 인치) 이스파노 기관포와 2정의 .50 인치 M2 브라우닝 기관총이 장착된 견고한 기수로 교체되었다. 첫 250대 이후, 정확도가 떨어지는 기관포는 더 많은 기관총으로 교체되었다. 750대의 항공기가 제작된 후, 두 정의 .50 인치 기관총이 장착된 동력식 포탑이 장착되었고, 결과적으로 동체가 6 인치 (15 cm) 더 넓어졌으며, 복부 터널 기관총은 .30 인치에서 또 다른 .50 인치 브라우닝으로 변경되었다. 동력원은 두 개의 1,600 hp (1,200 kW) R-2600-23이었다. 많은 A-20G가 소련에 인도되었다. 특히 미국 A-20G는 뉴기니 전역에서 저고도 출격에 사용되었다.
A-20HA-20H는 A-20G와 동일하며, 1,700 hp (1,270 kW) R-2600-29 엔진을 계속 사용했다. 이 중 412대가 제작되었다. 이륙 중량은 24,170 lb (10,960 kg)으로 증가했다.
ZB-20H1948년, 미국에서 마지막으로 살아남은 A-20H는 "공격기 A" 범주가 폐지되면서 "B-20"으로 재지정되었고, 구형이라는 의미의 "Z" 접두사가 붙었다.
A-20J/보스턴 IVA-20J는 확장된 아크릴 유리 기수 부분에 추가 폭격수를 태웠다. 이들은 폭격 편대를 이끌도록 의도되었으며, 뒤따르는 표준 A-20들은 선두기의 신호에 따라 폭탄을 투하했다. 총 450대가 제작되었으며, 이 중 169대는 1944년 여름부터 보스턴 Mk IV로 지정된 영국 왕립 공군용이었다.
A-20K/보스턴 VA-20K (영국 왕립 공군에서는 보스턴 Mk V)는 A-20 시리즈의 최종 생산 버전으로, A-20J와 동일하나 -23 대신 R-2600-29를 사용했다.
P-701940년 10월, 미국 육군 항공단은 공격 폭격기보다 장거리 전투기가 더 필요하다고 느꼈다. 그 결과, A-20 생산분 중 60대가 P-70 야간 전투기로 개조되어 1942년 9월까지 모두 인도되었다. 이들은 SCR-540 레이더(영국 AI Mk IV의 복제품)를 장착했으며, 유리로 된 기수 부분은 종종 눈부심을 줄이고 레이더 세트의 세부 사항을 숨기기 위해 검은색으로 칠해졌고, 폭탄창 하단에 각각 120발의 탄약을 장전할 수 있는 4정의 20 mm (.79 인치) 전방 사격 기관포를 가졌으며, 상단 부분에는 250 미국 갤런 (950 l; 210 imp gal) 용량의 추가 연료 탱크가 있었다. 1943년 6월부터 10월까지 13대의 A-20C와 51대의 A-20G가 P-70A로 개조되었다. 무장에 차이가 있었는데, 20mm 기관포 패키지는 6개의 .50구경 총이 장착된 A-20G 총기 노즈로 교체되었고, SCR-540 레이더는 폭탄창에 설치되었으며, 수직 평면의 이중 다이폴 "화살촉" 송수신 안테나가 기수 총기 사이로 튀어나왔다. 추가 P-70 변형은 A-20G 및 J 변형에서 생산되었다. 단일 기체 P-70B-1 (A-20G에서 개조) 및 후속 P-70B-2 (A-20G 및 J에서 개조)는 미국 센티미터파 레이더(SCR-720 또는 SCR-729)가 장착되었다. P-70 및 P-70A는 제2차 세계 대전 중 태평양에서만 미국 육군 항공대와 함께 전투에 참여했다. P-70B-1 및 P-70B-2 항공기는 전투에 참여하지 않았지만, 미국 플로리다, 나중에는 캘리포니아에서 야간 전투기 승무원 훈련기로 사용되었다. 모든 P-70은 1945년까지 퇴역했다.
F-3AF-3A는 야간 사진 정찰용으로 46대의 A-20J 및 K 모델을 개조한 것이다(F-3는 원래 A-20 3대를 개조한 것). 이 변형은 유럽 전선에서 155th 사진 정찰 비행대대가 사용했으며, 이 비행대대는 423th 야간 전투 비행대대로 시작했다. 423th는 독일 항공기에 대한 방어에 사용될 수 있는 야간 전투 전술에 대한 지식 때문에 부분적으로 155th 사진 정찰 비행대대로 사진 임무로 전환되었다. 무장은 제거되었지만, 조종사, 관측자, 항법사로 구성된 3인승 승무원은 유지되었다. 1945년 8월 일본 항복 후 일본 이타즈케에 착륙한 최초의 연합군 항공기는 F-3A였다.
BD-1
1940년 미국 해병대에서 사용하기 위해 미국 해군이 A-20A 한 대를 평가용으로 구매했다. 해군/해병대는 생산 라인에 우선 순위가 없었기 때문에 BD는 취역하지 못했다.
BD-2
1942년, 전 육군 A-20B 8대가 미국 해군으로 전용되어 고속 표적 예인기로 사용되었다. 표적 예인 장비의 추가와 모든 무장의 제거, 폭탄 탑재 능력에도 불구하고, 이 항공기는 여전히 폭격기 순서에서 BD로 지정되었다. 이들은 1946년에 퇴역했다.
O-53
두 대의 1,700 hp (1,300 kW) R-2600-7 엔진으로 구동되는 A-20B의 관측/정찰 버전. 1,489대 항공기의 원래 주문은 취소되었고, 아무것도 제작되지 않았다.

## 운용국

1942년 디에프 상공의 영국 왕립 공군 제88비행대대 보스턴 III

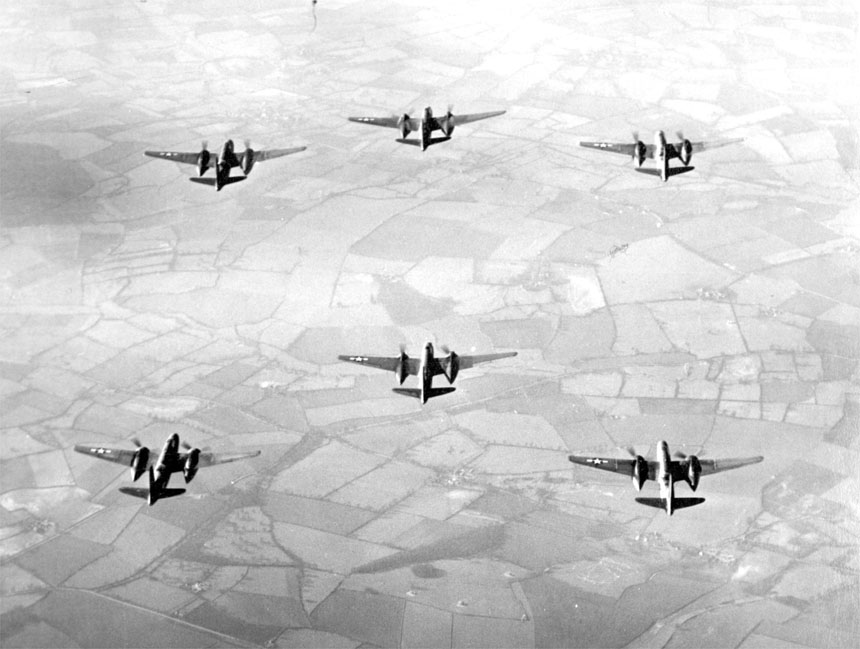
제2차 세계 대전 중 폭격 대형의 A-20

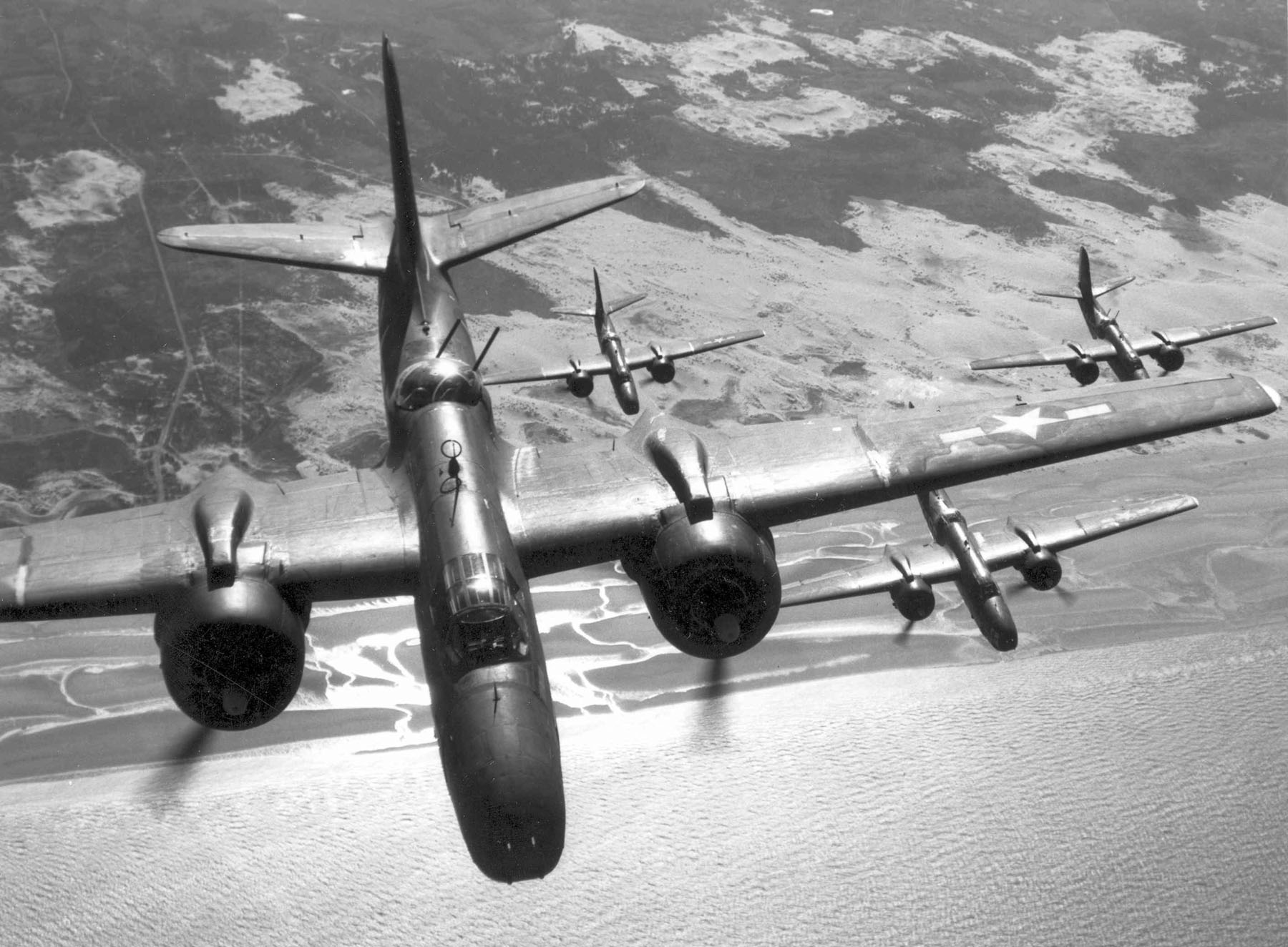
프랑스 상공의 A-20G 또는 H 폭격기 편대

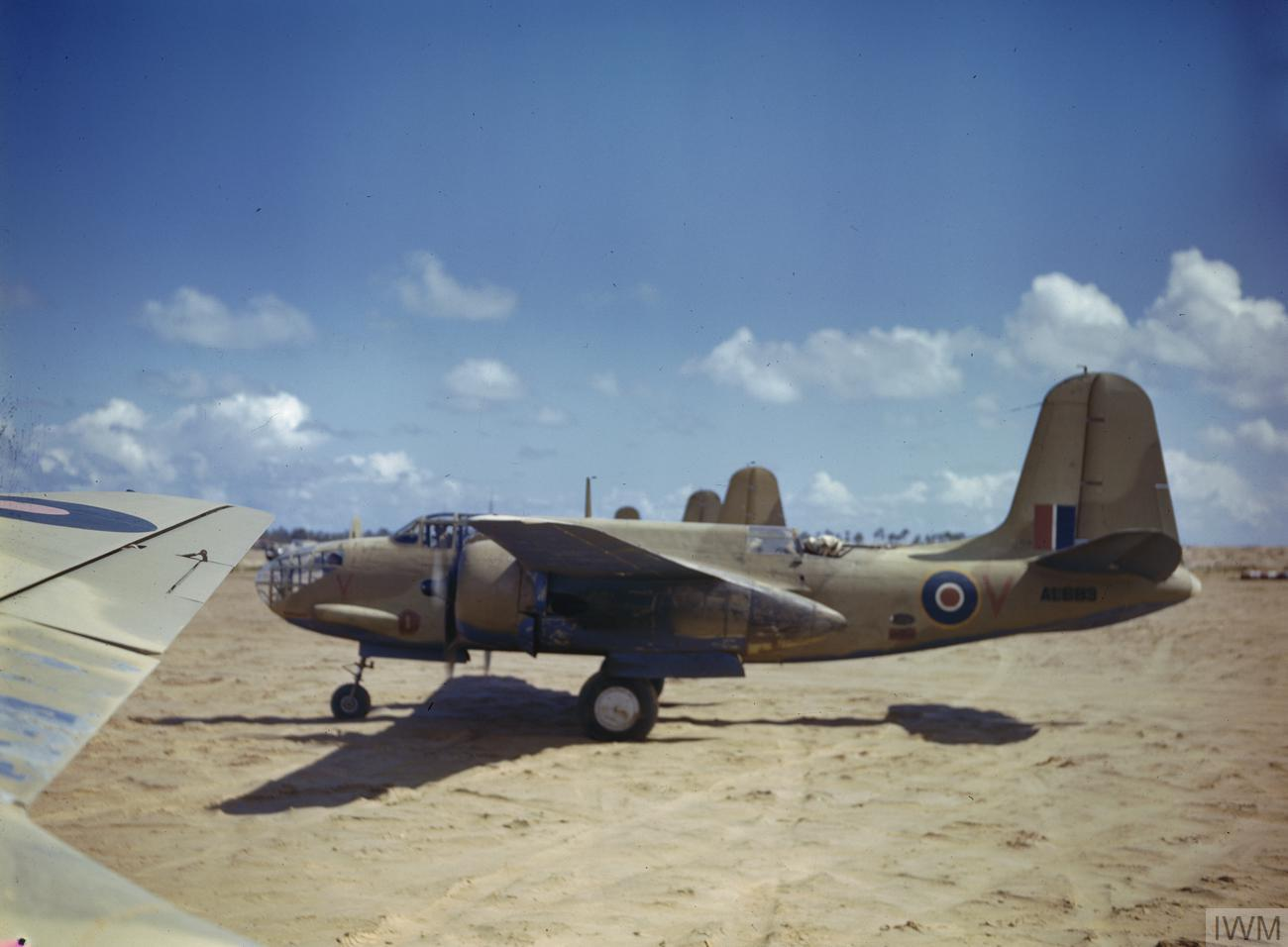
1941년 북아프리카의 남아프리카 공군 제24비행대대 보스턴 마크 III

오스트레일리아
- 오스트레일리아 왕립 공군

 브라질
- 브라질 공군

 캐나다
- 캐나다 왕립 공군

 프랑스 제4공화국
- 프랑스 공군

 비시 프랑스
- 비시 프랑스 공군

 네덜란드
- 네덜란드령 동인도 육군 항공대

 폴란드 제2공화국
- 프랑스 및 영국 주둔 폴란드 공군

 남아프리카 연방
- 남아프리카 공군

 소련
- 소련 공군
- 소련 해군 항공대

 영국
- 영국 왕립 공군

 미국
- 미국 육군 항공단
- 미국 육군 항공대
- 미국 해병대
- 미국 해군

## 제원 (A-20G-20-DO)
Data from McDonnell Douglas aircraft since 1920 : Volume I, Jane's Fighting aircraft of World War II
일반적인 특징
- Crew: 3
- Length: 47 ft 11 7⁄8 in (14.627 m)
- Wingspan: 61 ft 3.5 in (18.682 m)
- Height: 18 ft 1 1⁄2 in (5.525 m)
- Wing area: 464 ft2 (43.1 m2)
- Airfoil: 뿌리: NACA 23018; 끝: NACA 23009[53]
- Empty weight: 16,031 lb (7,272 kg)
- Gross weight: 24,127 lb (10,944 kg)
- Fuel capacity: 400 US gal (330 imp gal; 1,500 l) 표준 용량

더글러스 A-20 해벅

300 US gal (250 imp gal; 1,100 l) 선택적 외부 연료탱크
676 US gal (563 imp gal; 2,560 l) 폭탄창 내 4개의 선택적 보조 연료탱크
- Powerplant: 2 × 라이트 R-2600-23 트윈 사이클론 14기통 공랭식 성형 피스톤 엔진, 1,600 hp (1,200 kW)  each
- 프로펠러: 3-bladed 해밀턴-스탠다드 하이드로매틱, 11 ft 3 in (3.43 m) diameter 정속 완전 페더링 프로펠러

성능
- 최대속력: 317 mph (510 km/h; 275 kn) 10,700 ft (3,300 m)에서

325 mph (282 kn; 523 km/h) 14,500 ft (4,400 m)에서
- 순항속도: 280 mph (243 kn; 451 km/h) 14,000 ft (4,300 m)에서
- Stall speed: 98 mph (85 kn; 158 km/h)
- 항속거리: 945 mi (821 nmi; 1,521 km)
- 페리항속거리: 2,300 mi (1,999 nmi; 3,701 km)
- 실용상승한도: 23,700 ft (7,224 m)
- 상승률: 2,000 ft/min (10 m/s)
- Time to altitude: 10,000 ft (3,000 m)까지 8분 48초
- Wing loading: 52 lb/ft2 (250 kg/m2)
- Power/mass: 0.141 hp/lb (0.232 kW/kg)

무장

- Guns:
  - 기수에 고정된 전방 발사 0.5 in (12.7 mm) M2 브라우닝 기관총 6정
  - 등쪽 포탑에 0.5 in (12.7 mm) 브라우닝 기관총 2정
  - 폭탄창 뒤에 장착된 유동식 0.5 in (12.7 mm) 브라우닝 기관총 1정
- 로켓:
  - 4개의 3연장 T30/M10 로켓 발사기
- 폭탄: 4,000 lb (1,800 kg)

## 같이 보기
관련 개발
- 더글러스 A-26 인베이더
- 더글러스 DC-5

유사 항공기
- 블로흐 MB.131
- 브리스톨 뷰파이터
- 카프로니 Ca.314

- 도르니에 Do 215
- 포커 G.I
- 가와사키 Ki-48
- 마틴 볼티모어
- 마틴 메릴랜드
- 메서슈미트 Bf 110
- 4식 중폭격기
- 페틀랴코프 Pe-2

- 페틀랴코프 Pe-3

관련 목록
- 제2차 세계 대전 중 프랑스 공군의 항공기 목록
- 영국 왕립 공군의 항공기 목록
- 오스트레일리아 왕립 공군의 항공기 목록
- 제2차 세계 대전 항공기 목록
- 소련 및 CIS 군용 항공기 목록
- 미국의 군용 항공기 목록

### 참고
1. ↑  Parker 2013, pp. 11, 18–19.
2. ↑  Crick, Darren. "RAAF A28 Douglas A-20A/C/G Boston". 보관됨 2013-12-06 - 웨이백 머신 ADF Aircraft Serial Numbers, 2009, Retrieved: 24 January 2013.
3. ↑  Francillon 1979, p. 281.
4. ↑  Baugher, Joe (1998년 5월 29일). “Douglas A-20 Havoc -Chapter 1 Model 7B Prototype”. 《웨스턴온타리오 대학교》. 2006년 5월 16일에 원본 문서에서 보존된 문서. 2022년 1월 8일에 확인함.
5. ↑  Green and Swanborough Air Enthusiast May–August 1988, pp. 26–27.
6. 1 2  Francillon 1979, p. 283.
7. 1 2  Green and Swanborough Air Enthusiast May–August 1988, pp. 25, 27.
8. ↑  Francillon 1979, pp. 284, 307.
9. ↑  Francillon 1979, p. 284.
10. ↑  “Model Designations of U.S.A.F. Aircraft Engines”. U.S.A.F. Air Material Command. 2020년 8월 31일에 확인함.
11. 1 2  Green and Swanborough Air Enthusiast May–August 1988, pp. 27–28.
12. ↑  Gann 1971, p. 7.
13. 1 2  Winchester 2005, p. 72.
14. ↑  Taylor 1969, p. 489.
15. ↑  Associated Press, "Last Havoc Bomber Produced by Douglas", The San Bernardino Daily Sun, San Bernardino, California, Wednesday 27 September 1944, Volume 51, page 7.
16. ↑  Parker 2013, pp. 7–13, 16, 18–19.
17. ↑  Francillon 1979, pp. 28, 297.
18. 1 2 3  Green and Swanborough Air Enthusiast May–August 1988, p. 29.
19. 1 2  Francillon 1979, p. 297.
20. ↑  “Douglas DB-7 in French Service”. 《www.joebaugher.com》. 2017년 12월 15일에 확인함.
21. ↑  Johnson 2008, p. 37.
22. ↑  Yoxall, John (1949년 3월 17일), “No. 3 Fighter Squadron” (pdf), 《Flight》 LV (2099), 318쪽  – Flightglobal archive 경유.
23. ↑  White, E. G. "1459 Flight and 538 Squadron." 보관됨 2011-07-09 - 웨이백 머신 Nightfighter navigator. Retrieved: 1 August 2011.
24. 1 2 3  Gordon 2008, p. 453.
25. ↑  Gordon 2008, p. 461.
26. ↑  “DB-7C for Netherlands East Indies”. 《www.joebaugher.com》. 2017년 12월 15일에 확인함.
27. ↑  “Douglas Boston”.
28. 1 2  “Boston in Service with Royal Australian Air Force”. 《www.joebaugher.com》. 2017년 12월 15일에 확인함.
29. ↑  Goebel 2021, §2
30. 1 2  Mesko 1983, 13쪽
31. 1 2  Mesko 1983, 48쪽
32. 1 2 3 4  Mesko 1983, 16쪽
33. ↑  Goebel 2021, §2
34. 1 2  Crick, Darren. "RAAF A28 Douglas A-20A/C/G Boston". 보관됨 2013-12-06 - 웨이백 머신  ADF Aircraft Serial Numbers, 2009. Retrieved: 24 January 2013.
35. 1 2 3  “Service of A-20 with USAAF”. 《www.joebaugher.com》. 2022년 7월 12일에 확인함.
36. ↑  Hess 1979, 71쪽
37. ↑  Hess 1979, 72쪽
38. 1 2  “Douglas P-70”. 《www.joebaugher.com》. 2017년 12월 15일에 확인함.
39. ↑  "RAF Timeline 1942." 보관됨 2010-12-06 - 웨이백 머신 RAF. Retrieved: 8 August 2012.
40. ↑  “Douglas F-3”. 《www.joebaugher.com》. 2017년 12월 15일에 확인함.
41. ↑  Mawer 2011, p.48.
42. ↑  Baugher, Joseph F. "Douglas DB-73". US Attack Aircraft, 2001, Retrieved: 24 January 2013.
43. ↑  《TM9-395 4.5" Aircraft Rocket Materiel》 (PDF). War Department. 1944년 9월 12일. 4쪽  – Hyperwar Foundation 경유.
44. ↑  Goebel 2021, §2
45. ↑  Mesko 1983, 14쪽
46. ↑  Goebel 2021, §3
47. ↑  Winchester 2005, p. 73.
48. ↑  Francillon 1979, p. 291.
49. ↑  Green and Swanborough Air Enthusiast May–August 1988, pp. 37–38.
50. ↑  "A-20." 보관됨 2008-11-21 - 웨이백 머신 USWarplanes.net. Retrieved: 25 August 2012.
51. ↑  Francillon, René J. (1988). 《McDonnell Douglas aircraft since 1920 : Volume I》. London: Naval Institute Press. 269–295쪽. ISBN 0870214284.
52. ↑  Bridgman, Leonard, 편집. (1989). 《Jane's Fighting aircraft of World War II》 1995판. New York: Military Press. 219c쪽. ISBN 0517679647.
53. ↑  Lednicer, David. “The Incomplete Guide to Airfoil Usage”. 《m-selig.ae.illinois.edu》. 2019년 4월 16일에 확인함.

### 참고 문헌
- Francillon, René J. McDonnell Douglas Aircraft since 1920. London: Putnam, 1979. ISBN 0-370-00050-1.
- Gann, Harry. The Douglas  A-20 (7A to Boston III). London: Profile Publications, 1971.
- Goebel, Greg (2021년 9월 1일). “Douglas A-20 Havoc”. 《Air Vectors》. 2022년 7월 12일에 확인함.
- Gordon, Yefim. Soviet Air Power in World War 2. Hinkley UK, Midland Publishing, 2008. ISBN 978-1-85780-304-4.
- Green, William. War Planes of the Second World War, Volume Four: Fighters. London: MacDonald & Co. (Publishers) Ltd., 1961 (Sixth impression 1969). ISBN 0-356-01448-7.
- Green, William and Gordon Swanborough. WW2 Aircraft Fact Files: US Army Air Force Fighters, Part 2. London: Macdonald and Jane's Publishers Ltd., 1978. ISBN 0-354-01072-7.
- Green, William and Gordon Swanborough. "A-20 Havoc: A Douglas "Great"". Air Enthusiast, Thirty-six, May–August 1988, pp. 25–38, 55–60. ISSN 0143-5450
- Gunston, Bill. The Osprey Encyclopedia of Russian Aircraft 1875–1995. London: Putnam, 1995. ISBN 1-85532-405-9.
- Hess, William N. (1979). 《A-20 Havoc at War》. New York, New York, U.S.A: Charles Cribner's Sons. ISBN 0-684-16453-1.
- Johnson, E.R. American Attack Aircraft Since 1926, Jefferson, North Carolina: McFarland & Company, First edition, 2008. ISBN 978-0-7864-3464-0.
- Lawrence, Joseph (1945). 《The Observer's Book Of Airplanes》. London and New York: Frederick Warne & Co.
- Ledet, Michel (April 2002). 《Des avions alliés aux couleurs japonais》 [Allied Aircraft in Japanese Colors]. 《Avions: Toute l'Aéronautique et son histoire》 (프랑스어). 17–21쪽. ISSN 1243-8650.
- Ledet, Michel (May 2002). 《Des avions alliés aux couleurs japonais》. 《Avions: Toute l'Aéronautique et son histoire》 (프랑스어). 16–23쪽. ISSN 1243-8650.
- Mawer, Granville Alan (2011). 《Diary of a Spitfire Pilot》. Dural, NSW: Rosenburg Publishing. ISBN 9781921719189.
- Mesko, Jim (1983). 《A-20 Havoc in Action》. Aircraft 56. Carrollton, Texas, USA: Squadron/Signal Publications. ISBN 0-89747-131-8.
- Parker, Dana T. Building Victory: Aircraft Manufacturing in the Los Angeles Area in World War II. Cypress, California, Dana T. Parker Books, 2013. ISBN 978-0-9897906-0-4.
- Taylor, John W.R. "Douglas DB-7, A-20 Havoc, and Boston (Bombers) and Douglas DB-7, Havoc, P-70 (Fighters)." Combat Aircraft of the World from 1909 to the present. New York: G.P. Putnam's Sons, 1969. ISBN 0-425-03633-2.
- Thompson, Scott. Douglas Havoc and Boston: The DB-7/A-20 Series (Crowood Aviation Series). Ramsbury, UK: The Crowood Press, 2004. ISBN 978-1861266705.
- Winchester, Jim, ed. "Douglas A-20 Boston/Havoc." Aircraft of World War II (The Aviation Factfile). Kent, UK: Grange Books plc, 2004. ISBN 1-84013-639-1.